# Smile from the Streets You Hold
Smile from the Streets You Hold är ett musikalbum av John Frusciante som släpptes 26 augusti 1997.

## Låtlista
1. "Enter a Uh" – 8:06
2. "The Other" – 1:34
3. "Life's a Bath" – 1:18
4. "A Fall Thru the Ground" – 2:24
5. "Poppy Man" – 1:21
6. "I May Again Know John" – 8:48
7. "I'm Always" – 2:33
8. "Nigger Song" – 4:19
9. "Femininity" – 2:35
10. "Breathe" – 6:21
11. "More" – 2:07
12. "For Air" – 3:55
13. "Height Down" – 4:00
14. "Well, I've Been" – 3:06
15. "Smile From the Streets You Hold" – 5:09
16. "I Can't See Until I See Your Eyes" – 1:30
17. "Estress" – 2:17